# سعید عقل
سعید عقل (۴ ژوئیه ۱۹۱۱–۲۸ نوامبر ۲۰۱۴) شاعر، فیلسوف، نویسنده، نمایشنامه نویس و اصلاح طلب لبنانی بود. وی یکی از مهم‌ترین شاعران مدرن لبنانی محسوب می‌شد. وی به دلیل حمایت از تدوین زبان گفتاری لبنانی، به‌صورت متمایز از زبان عربی استاندارد، که به خط مدرن اصلاح شده رومی متشکل از ۳۶ علامت نوشته می‌شود، مشهور است.

## زندگی شخصی
آکل در سال ۱۹۱۲ در یک خانواده مارونی در شهر زهله، لبنان عثمانی متولد شد. پس از از دست دادن پدربزرگش در ۱۴ سالگی، به دلیل تنبلی مجبور به ترک تحصیل شد و بعداً به عنوان معلم و سپس به عنوان روزنامه‌نگار کار کرد. وی سپس در رشته‌های الهیات، ادبیات و تاریخ اسلامی تحصیل کرد، استاد دانشگاه شد وی در بیروت لبنان در سن ۱۰۲ سالگی یا ۱۰۳ سالگی درگذشت.